# 澄川鮎
熊野亞由（1996年5月25日—），日本AV女優。所屬事務所是Mine's。

## 個人簡介
2016年12月以kawaii*的專屬女優身分出道，扮演貧乳蘿莉系的AV女優。興趣是料理。
2017年12月6日，所屬事務所移到Mine's並改名為「熊野亞由（熊野あゆ，くまの あゆ）」。
2018年10月21日在新宿ニューアート的脫衣舞表演上亮相。
2019年11月與事務所的同事組成「make♡」（成員有松本菜奈實、熊野亞由、明美美羽），並在節日上演出。

## 外部連結
- Mine's - 所屬事務所
- 熊野あゆ的X（前Twitter）（2017年6月13日 - ）
- 熊野あゆ Kumano Ayu的Instagram帳戶
- 熊野あゆ的TikTok
- くまくまチャンネル （页面存档备份，存于） - YouTube頻道